# Gordon E. Sawyer
Gordon E. Sawyer (Santa Bárbara, 27 de agosto de 1905 — Santa Bárbara, 15 de maio de 1980) é um sonoplasta estadunidense. Venceu o Oscar de melhor mixagem de som em três ocasiões: por The Bishop's Wife, The Alamo e West Side Story.